# Joel Tanner Hart
Pour les articles homonymes, voir Hart.
Joel Tanner Hart, né le 10 février 1810 près de Winchester (Kentucky) et mort le 2 mars 1877 à Florence, est un poète, aquarelliste et sculpteur américain. Sa renommée en tant que sculpteur s'est bâtie autour de deux œuvres majeures, le buste de Cassius Marcellus Clay et la statue en pied de Henry Clay,.  

## Biographie

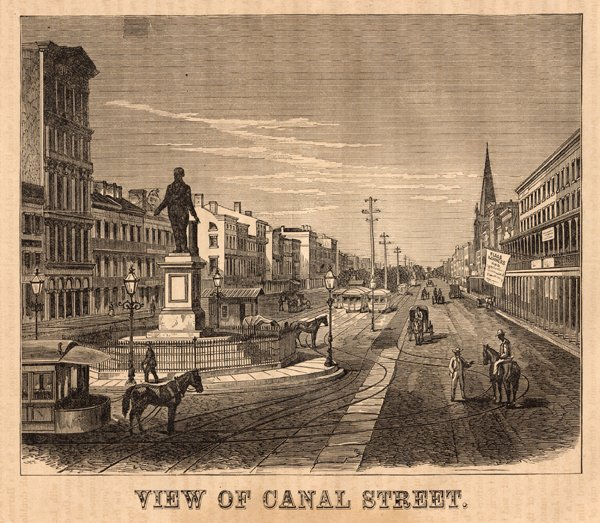
La statue de Henry Clay, sur Canal Street à La Nouvelle-Orléans.

Fils de Judith Tanner et de Josiah Hart, le jeune Joel ne fréquente guère l'école, à la suite d'un revers de fortune de sa famille, mais il suit l'enseignement donné par ses frères,. À l'adolescence, il rencontre un tailleur de pierre, Samuel Houston qui l'initie à la sculpture. 
En 1835, il s'établit à Lexington (Kentucky) et travaille dans une marbrerie où l'on remarque son talent pour la sculpture, lui confiant la réalisation de manteaux de cheminée et de pierres tombales,. C'est là qu'il rencontre le sculpteur Shobal Vail Clevenger venu réaliser le portrait du sénateur Henry Clay,. Ce dernier encourage Hart à réaliser un buste en marbre de l'abolitionniste Cassius Marcellus Clay. Il mène a bien la réalisation de ce buste et décide d'ouvrir son atelier de sculpteur en 1837. En parallèle, il étudie l'anatomie au Transylvania College. Sa sculpture de Clevenger fait l'admiration d'un groupe de notables locaux qui parviennent à convaincre le président Andrew Jackson de faire réaliser son buste par Hart. D'autres commandes suivent, vers 1845 sa réputation bien établie, il voyage à travers les États-Unis. Il étudie le travail d'autres sculpteurs et expose ses réalisations. Il vend un nombre important de reproductions en plâtre du buste de Clay.
En 1845, il reçoit commande de la Ladies Clay Association de Richmond pour une statue en pied d'Henry Clay, destinée au Capitole de l'État de Virginie. La sculpture brillamment réalisée, il embarque pour l'Italie en septembre 1849. Hart visite Londres et Paris puis s'installe à Florence. Il ne retourne aux États-Unis qu'une seule fois, en 1860 pour prendre livraison d'une réplique en bronze de sa statue de Henry Clay commandée par La Nouvelle-Orléans.
À Florence, Hart est un membre actif de la communauté d'artistes et de penseurs anglophones expatriés, comme Elizabeth et Robert Browning, ou Frances Power Cobbe et Theodore Parker dont il réalise la pierre tombale. Il écrit aussi des poèmes comme Marathon ou The Old and New Year qui ne sont pour la plupart publiés qu’après sa mort qui survient le 2 mars 1877. Il est enterré au cimetière des Anglais de Florence, mais en 1887 sa dépouille est ramenée aux États-Unis où lors d'une grande cérémonie, il est à nouveau enseveli à Frankfort, capitale de l'État du Kentucky.